# Commissione Peel

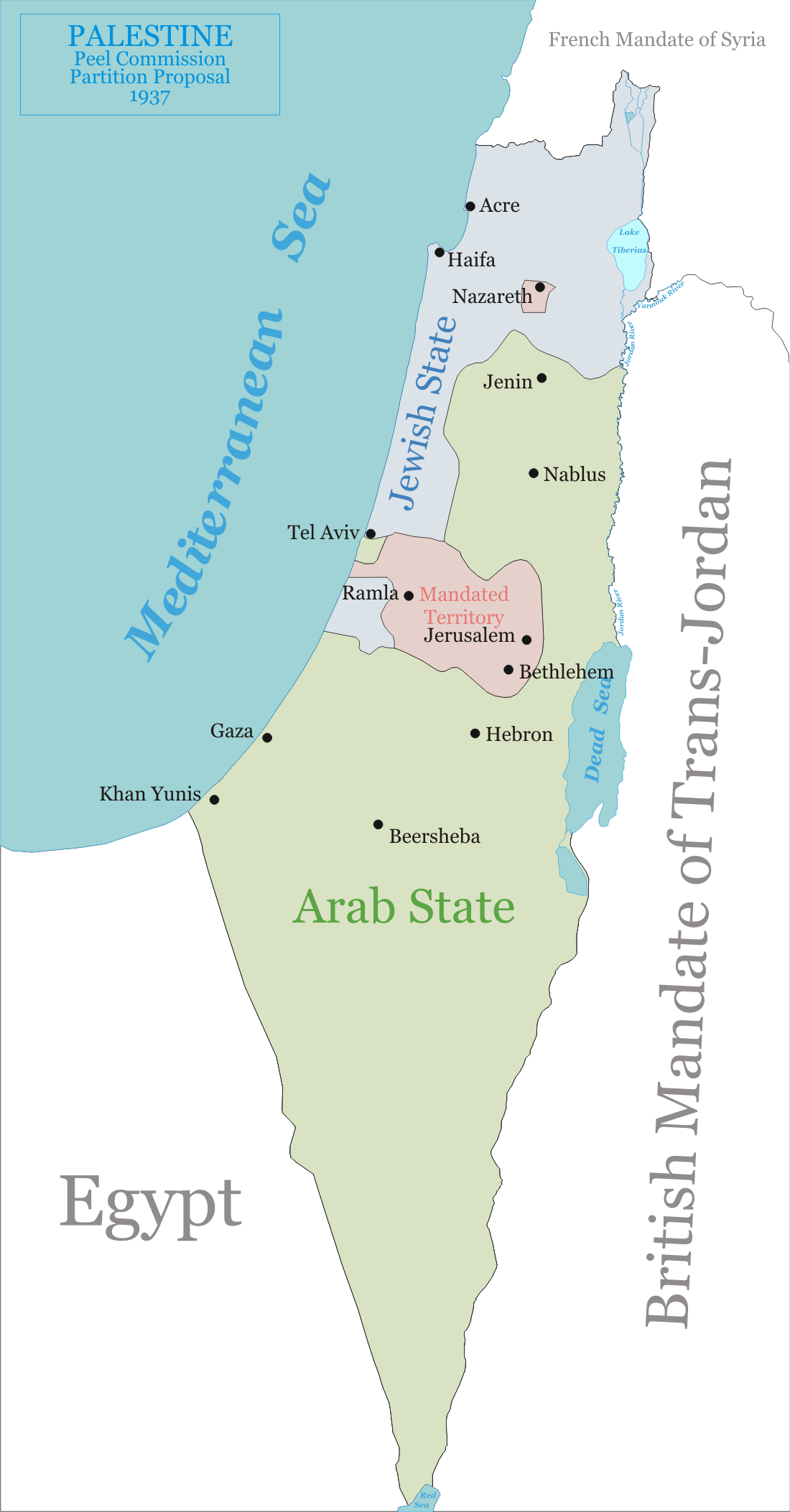
Il piano di spartizione suggerito dalla Commissione Peel nel 1937

La commissione Peel (dal nome del suo presidente, lord William Peel) fu creata dal governo britannico durante il mandato britannico della Palestina.

## Contesto storico
L'organismo propose nel 1937, durante la Grande rivolta araba, un piano di spartizione del territorio palestinese per la costituzione di due stati, uno ebraico e l'altro arabo. Gli arabi, che erano la maggioranza nella regione, rifiutarono, anche con azioni violente, mentre tra gli ebrei le reazioni furono diversificate, dal rifiuto da parte dei sionisti più integralisti all'accettazione come primo passo verso uno stato ebraico da parte dei più moderati.
Il fallimento dei lavori della commissione portò all'istituzione della Commissione Woodhead l'anno seguente, che discusse di tre diversi piani di spartizione, pur ritenendo che una spartizione del paese sarebbe stata impossibile. Dopo la seconda guerra mondiale il piano di spartizione della commissione Peel divenne nel 1947 la base per la partizione della Palestina, che portò alla guerra arabo-israeliana del 1948.

## Le determinazioni adottate
La commissione suggeriva anche di trasferire la popolazione delle due etnie tra i due stati, in modo da creare uno stato ebraico abitato solo da ebrei e uno stato arabo abitato solo da arabi, come era avvenuto nel 1922 tra greci e turchi al termine della guerra greco-turca. Questa operazione avrebbe comportato il trasferimento dei circa 225.000 arabi presenti nel territorio assegnato agli ebrei e dei 1.250 ebrei al tempo residenti nell'area assegnata agli arabi. La possibilità di costituire uno stato ebraico totalmente privo di popolazione di origine non ebrea era una delle caratteristiche della partizione che portarono alcuni gruppi e personalità sioniste (come il futuro primo ministro israeliano David Ben-Gurion) ad esprimersi favorevolmente rispetto al piano proposto dalla commissione.
Tuttavia la commissione prendeva atto che questo trasferimento avrebbe creato problemi, soprattutto nella parte araba a causa della scarsità di territorio coltivabile disponibile, che si sarebbe rivelato insufficiente a ricevere un così gran numero di nuovi residenti, esprimendo la speranza che questa situazione avrebbe potuto dare il via ad un grande piano di irrigazione della regione, i cui elevati costi sarebbero però potuti essere sostenuti di fatto solo dalla Gran Bretagna e non dalla popolazione locale.